# Groupement de sécurité du président de la République
Ne doit pas être confondu avec le Groupe de sécurité de la présidence de la République (GSPR), en France.
Le Groupement de sécurité du président de la république (GSPR) est une unité militaire ivoirienne au service de la Présidence de la République.
Tout comme la Garde républicaine (GR), elle dépend du cabinet militaire de la Présidence de la République.

## Organisation
Après la chute du régime Gbagbo, il a changé de mission et n'assure plus la protection des hautes personnalités étrangères en visite en Côte d'Ivoire. Il est désormais composé de deux entités :
- les gardes du corps ;
- l'unité d'intervention.

## Commandement
Le colonel-major Nathanaël Brouha Ahouman a été commandant de la GSPR sous le régime de Gbagbo. Il a été arrêté le 4 mai 2011 et assassiné.
Chérif Ousmane a été commandant en second du GSPR d'août 2011 à 2016,.
En 2017, son commandant est le général de division Vagondo Diomandé.
Le colonel de gendarmerie Ibrahim Gon Coulibaly dit Gauze, frère cadet de feu le Premier ministre Amadou Gon Coulibaly, prend sa tête à partir du mois de septembre 2019. Il était auparavant seulement chef de la composante garde du corps.

## Historique
En 2017, lors de la mutinerie des 8400, le GSPR, tout comme la GR, refuse de se porter devant les mutins, arguant que ceux-ci étaient leurs camarades et frères d’armes.
En septembre 2017, le colonel Ibrahim Gon Coulibaly dit Gauze lance une campagne de recrutement pour renforcer les effectifs du GSPR.
Le 25 octobre 2020, le GSPR est intervenu pour encercler le siège du parti LIDER de Mamadou Koulibaly à Abidjan dans le contexte des vives tensions qui ont suivi le scrutin présidentiel.